# Joeliana Fedak
Joeliana Leonidivna Fedak (Oekraïens: Юліана Леонідівна Федак) (Nova Kachovka, 8 juni 1983) is een voormalig tennisspeelster uit Oekraïne. Fedak begon met tennis toen zij zes jaar oud was. Haar favoriete ondergrond is gravel. Zij speelt rechtshandig en heeft een tweehandige backhand. Zij was actief in het proftennis van 1998 tot en met 2011.

## Loopbaan

### Enkelspel
Fedak debuteerde in 1998 op het ITF-toernooi van haar woonplaats Charkov (Oekraïne). Zij stond in 2001 voor het eerst in een finale, op het ITF-toernooi van Caïro (Egypte) – hier veroverde zij haar eerste titel, door de Russin Goelnara Fattachetdinova te verslaan. In totaal won zij zes ITF-titels, de laatste in 2009 in Jackson (VS).
Zij debuteerde op de WTA-tour in 2002, toen zij zich kwalificeerde voor het toernooi van Tasjkent. In 2003 bereikte zij de kwartfinale van het toernooi van Palermo. In 2004 wist zij zich te kwalificeren voor het Australian Open, Rome, Roland Garros en Cincinnati.
Haar beste enkelspelprestatie is het bereiken van de halve finale in Canberra in 2005. In 2004 en 2007 speelde zij voor het Oekraïense Fed Cup-team. Haar hoogste notering op de WTA-ranglijst is de 63e plaats, die zij bereikte in september 2006.

### Dubbelspel
Fedak behaalde in het dubbelspel betere resultaten dan in het enkelspel. Zij debuteerde in 1998 op het ITF-toernooi van haar woonplaats Charkov (Oekraïne), samen met de Roemeense Diana Gherghi. Zij stond in 2001 voor het eerst in een finale, op het ITF-toernooi van Boekarest (Roemenië), samen met landgenote Olena Schmelzer – hier veroverde zij haar eerste titel, door het duo Yevgenia Savransky (toen nog uit Israël) en Galina Voskobojeva (toen nog uit Rusland) te verslaan. In totaal won zij elf ITF-titels, de laatste in 2010 in Campobasso (Italië).
In 2002 speelde Fedak voor het eerst op een WTA-hoofdtoernooi, op het toernooi van Tasjkent, samen met Russin Anna Bastrikova. Zij stond in 2006 voor het eerst in een WTA-finale, op het toernooi van Calcutta, samen met landgenote Joelija Bejhelzymer – zij verloren van het koppel Liezel Huber (toen nog uit Zuid-Afrika) en Sania Mirza (India). Fedak veroverde nooit een WTA-titel. In 2009 bereikte zij nog eenmaal de finale, op het toernooi van Memphis, samen met de Nederlandse Michaëlla Krajicek – zij verloren van Viktoryja Azarenka en Caroline Wozniacki.
Haar beste resultaat op de grandslamtoernooien is het bereiken van de halve finale, op Wimbledon 2006, samen met Tetjana Perebyjnis. Haar hoogste notering op de WTA-ranglijst is de 34e plaats, die zij bereikte in januari 2007.

## Posities op deWTA-ranglijst
Positie per einde seizoen:
| jaartal | ranking enkelspel | ranking dubbelspel |
| ------- | ----------------- | ------------------ |
| 2001    | 445               | 343                |
| 2002    | 192               | 208                |
| 2003    | 214               | 155                |
| 2004    | 83                | 111                |
| 2005    | 137               | 144                |
| 2006    | 68                | 44                 |
| 2007    | 127               | 96                 |
| 2008    | 143               | 107                |
| 2009    | 167               | 109                |
| 2010    | 268               | 226                |
| 2011    | 907               | 1006               |

## Palmares
| Legenda                | Legenda                  |
| ---------------------- | ------------------------ |
| Grandslamtoernooi      |                          |
| Olympische Spelen      |                          |
| Year-End Championships |                          |
| tot 2009               | 2009 – 2020 / vanaf 2021 |
| Tier I                 | Premier Mandatory        |
| Tier II                | Premier Five / WTA 1000  |
| Tier III               | Premier / WTA 500        |
| Tier IV & V            | International / WTA 250  |
|                        | Challenger / WTA 125     |

### WTA-finaleplaatsen enkelspel
Geen.

### WTA-finaleplaatsen vrouwendubbelspel
| nr.              | finaledatum | toernooi     | ondergrond    | partner             | tegenstandsters                       | score    |         |
| ---------------- | ----------- | ------------ | ------------- | ------------------- | ------------------------------------- | -------- | ------- |
| Gewonnen finales |             |              |               |                     |                                       |          |         |
| Geen.            |             |              |               |                     |                                       |          |         |
| Verloren finales |             |              |               |                     |                                       |          |         |
| 1.               | 2006-09-24  | WTA Calcutta | hardcourt (i) | Joelija Bejhelzymer | Liezel Huber Sania Mirza              | 4-6, 0-6 | details |
| 2.               | 2009-02-22  | WTA Memphis  | hardcourt (i) | Michaëlla Krajicek  | Viktoryja Azarenka Caroline Wozniacki | 1-6, 6-7 | details |

## Prestatietabel grandslamtoernooien
| Legenda | Legenda                          |
| ------- | -------------------------------- |
| g.t.    | geen toernooi gehouden           |
| l.c.    | lagere categorie                 |
| –       | niet deelgenomen                 |
| G       | uitgeschakeld in de groepsfase   |
| 1R      | uitgeschakeld in de eerste ronde |
| 2R      | uitgeschakeld in de tweede ronde |
| 3R      | uitgeschakeld in de derde ronde  |
| 4R      | uitgeschakeld in de vierde ronde |
| KF      | uitgeschakeld in de kwartfinale  |
| HF      | uitgeschakeld in de halve finale |
| F       | de finale verloren               |
| W       | het toernooi gewonnen            |
| w-v     | winst/verlies-balans             |

### Enkelspel
| Toernooi        | 2004 | 2005 | 2006 | 2007 | 2008 |    | 2010 |
| --------------- | ---- | ---- | ---- | ---- | ---- | -- | ---- |
| Australian Open | 2R   | 1R   | 1R   | 1R   | –    | 1R |      |
| Roland Garros   | 2R   | 1R   | 2R   | 1R   | 1R   | –  |      |
| Wimbledon       | –    | 1R   | 1R   | –    | –    | –  |      |
| US Open         | –    | 1R   | 2R   | –    | –    | –  |      |

### Vrouwendubbelspel
| Toernooi        | 2005 | 2006 | 2007 |    | 2009 |
| --------------- | ---- | ---- | ---- | -- | ---- |
| Australian Open | 1R   | –    | 1R   | –  |      |
| Roland Garros   | 2R   | 3R   | 1R   | –  |      |
| Wimbledon       | 1R   | HF   | 1R   | 1R |      |
| US Open         | –    | 1R   | 1R   | –  |      |